# 984
Năm 984 là một năm trong lịch Julius.